# تشانغ وي هونغ
'تشانغ وي هونغ (بالصينية المبسطة: 张维红 ; بالصينية التقليدية: 張維紅 ; بينيين: Zhāng Wéihóng). وهي لاعبة كرة يد صينية من مواليد 31 كانون الثاني - يناير من سنة 1963 م . شاركت ليو يو مي مع المنتخب الصيني في مسابقة كرة اليد ضمن دورة الألعاب الأولمبية الصيفية في سنة 1984 وألتي أقيمت في مدينة لوس أنجلس سنة 1984 م وحصلت مع منتخب بلادها على الميدالية البرونزية في كرة اليد في تلك الدورة .

## اقرأ أيضا
- ليو يبينغ